# مؤتمرات الفيديو

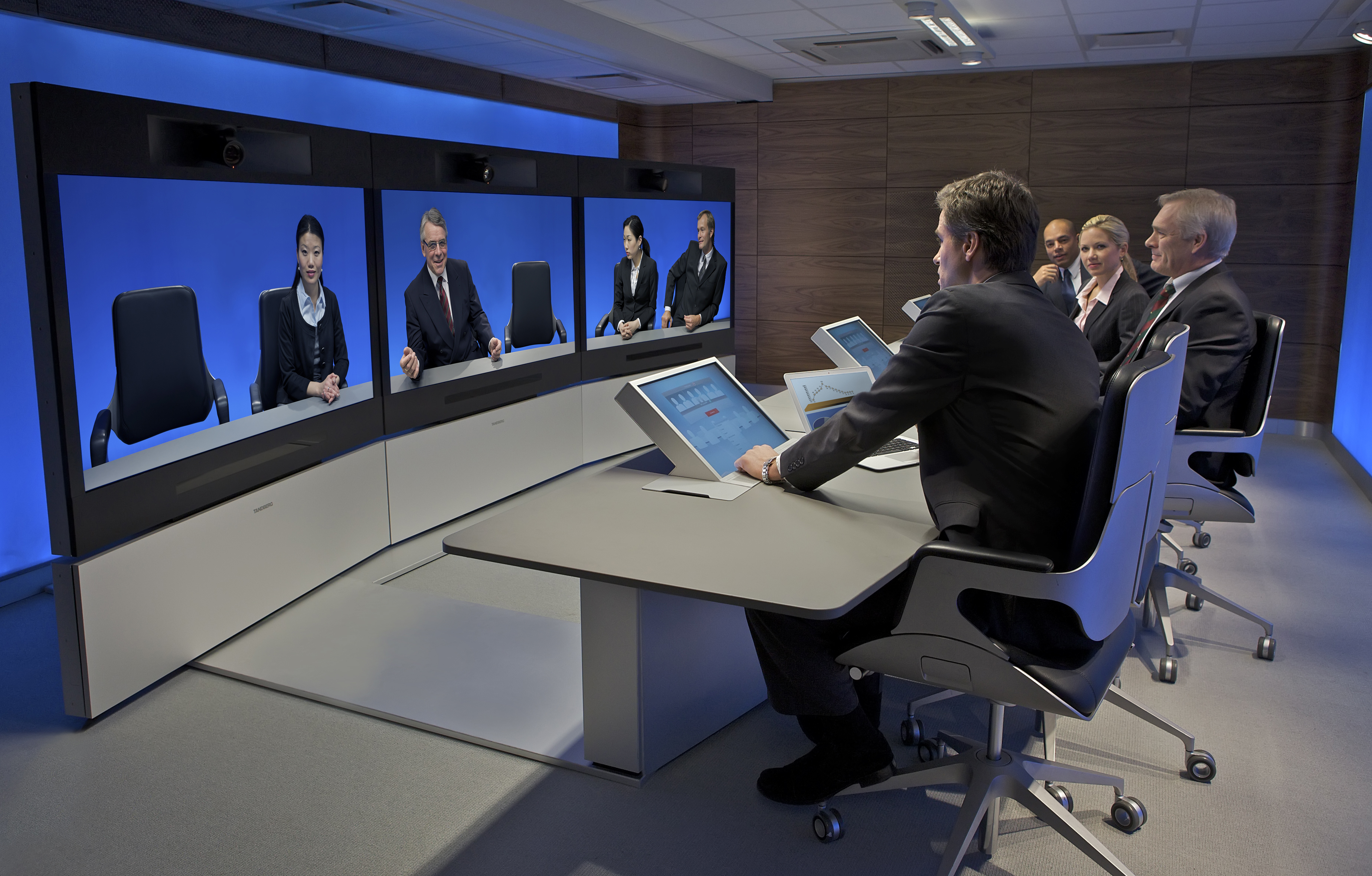

مؤتمرات الفيديو أو نظام مؤتمرات الفيديو (وبالإنجليزية Video Conference ) عملية لنقل الصوت والصورة عبر الحواسيب المتواصلة. تفضل الشركات مؤتمرات الفيديو كبديل عن السفر والتنقل للدول الآخرى لإتمام الصفقات. تتميز مؤتمرات الفيديو بأن تكلفتها منخفضة حيث أنك تحتاج إلى:
- كاميرا
- سماعة
- ميكروفون
- شاشة
- خط إنترنت